# Neuropeltis maingayi
Neuropeltis maingayi är en vindeväxtart som beskrevs av Albert Peter och Hallier f. Neuropeltis maingayi ingår i släktet Neuropeltis och familjen vindeväxter. Utöver nominatformen finns också underarten N. m. tomentosa.